# ظهیرالدین کرابی
ظهیرالدین کرابی (۷۵۹ - ۷۶۰ ق) با حمایت حیدر قصاب، فرمانده سپاه سربداران به قدرت رسید. ظهیر الدین، پیوسته به بازی نرد و شطرنج مشغول بود و لیاقت حکومتداری دولت را نداشت. از این رو حیدر قصاب او را خلع کرد و خود، قدرت را به دست گرفت.
| جانشین: یحیی کرابی | حاکم سربداران ۱۳۴۷ تا ۱۳۴۸ میلادی | حاکم پیشین: حیدر قصاب |